# Evangélikus templom (Székesfehérvár)
A székesfehérvári evangélikus templom (közkeletű nevén: vörös templom) a Székesfehérvári evangélikus egyházközség impozáns temploma a Belváros régi és modern részének határán. Forgalmas helyen, négy utca kereszteződésében, az igazságügyi palota mellett, a Zichy ligettel csaknem átellenben található. A szabadon álló, modern, fiatornyos, neoromán stílusú templom, Sándy Gyula tervei alapján épült 1930 és 1932 között.

## Elhelyezkedése
A székesfehérvári evangélikus templom a Belvárosban, a történelmi belváros szegélyén, a Várkörút, a Szekfű Gyula utca, a Mátyás király körút és a Dózsa György út kereszteződésében található. A Zichy liget és a Székesfehérvári Törvényszék épülete néhány méterre van a templomtól.

## Története
A fehérvári evangélikus gyülekezet a 19. század második harmadának végéig a várpalotai anyagyülekezethez tartozott, 1867-ben vált önállóvá. A gyülekezet első lelkésze Németh Károly lett. Gyülekezeti ház, istentiszteleti hely az egykori vármegye háza volt (Megyeház u. 17.), amelynek udvarán gyülekezeti termet építettek. 1928. december 20-án a városi tanács úgy döntött, hogy a törvényszék melletti ligetes részt az evangélikus gyülekezetnek ajándékozza, azzal a kikötéssel, hogy a munkálatok három éven belül megkezdődjenek. 

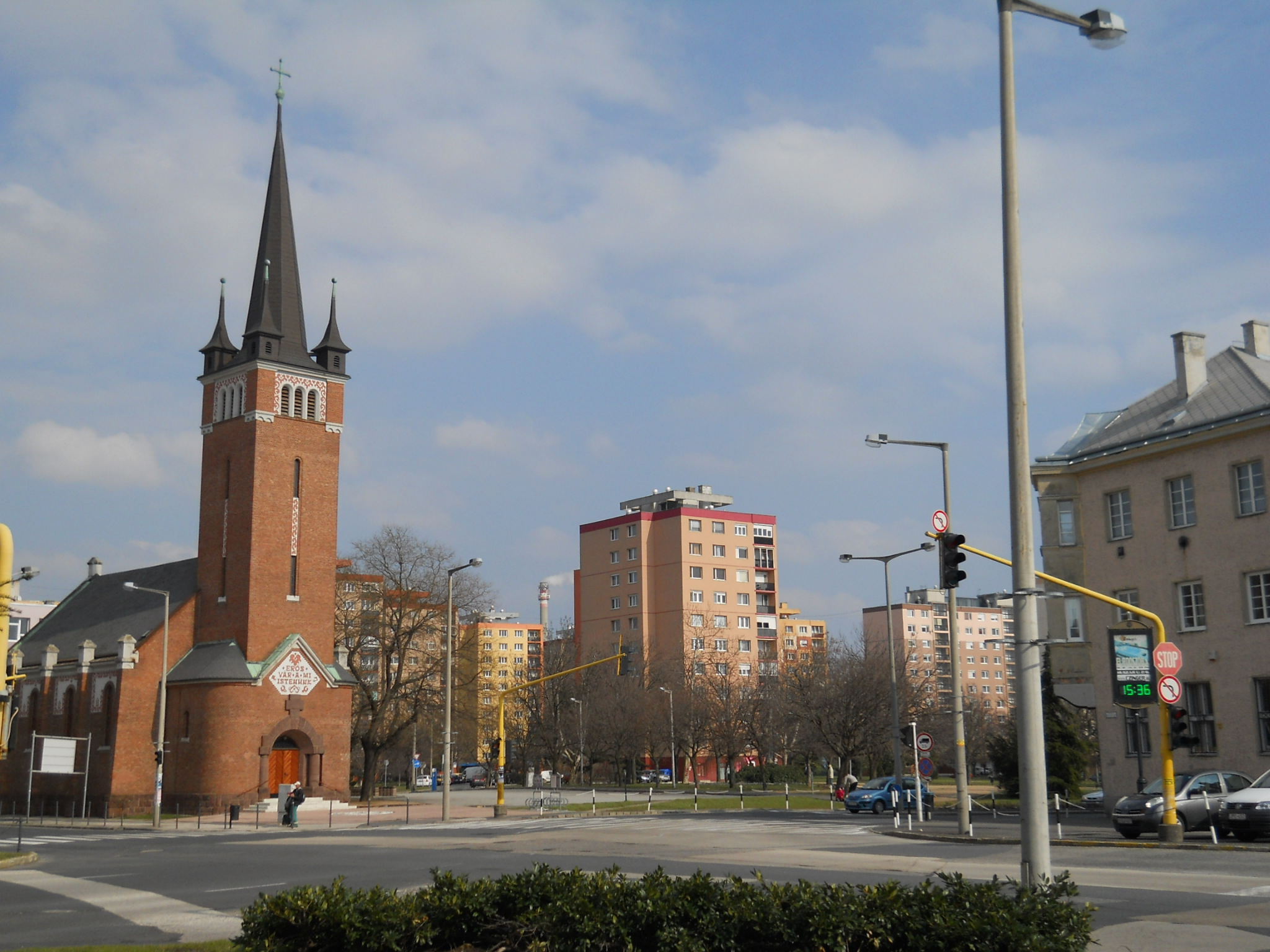
A templom környezete: óváros és újváros találkozása

 Az országos szintű gyűjtésnek 1930-ra lett meg az eredménye. A templomot Sándy Gyula, a műegyetem tanára tervezte meg, kivitelezését pedig a Kszantner és Pintér Cég nyerte el. A templom alapkövét 1930. augusztus 16-án tették le és 1932. május 8-án tartották meg az új templom avatását. A templom első lelkésze Irányi Kamill volt. A II. világháborúban a templom súlyos károkat szenvedett. Elvesztette két fiatornyát, a torony egyik sarka ledőlt, a mennyezete benyomódott, az oltár mögötti falrészeken rések keletkeztek. 1947-ben készült el az új orgona. A templom teljes tatarozására 1962-1963 között került sor. A templom mellett található gyülekezeti házat 1995. október 8-án avatták föl. Az épületet Csutiné Schleer Erzsébet tervezte, a kivitelezést pedig a Penta és Fedél Kft. végezte. 2002-ben kicserélték a toronysisakot, és felújították a templomtorony belsejét. 2006-ban új orgonát kapott a templom, 2012-ben pedig a belsejét és az előtte található teret újították föl.

## Leírása
A négyszöghasábszerűen képzett torony három oldalát a sarkok mentén lekerekített, téglány alaprajzú előcsarnok fogja közre, ami nem éri el a hajó magasságát. 

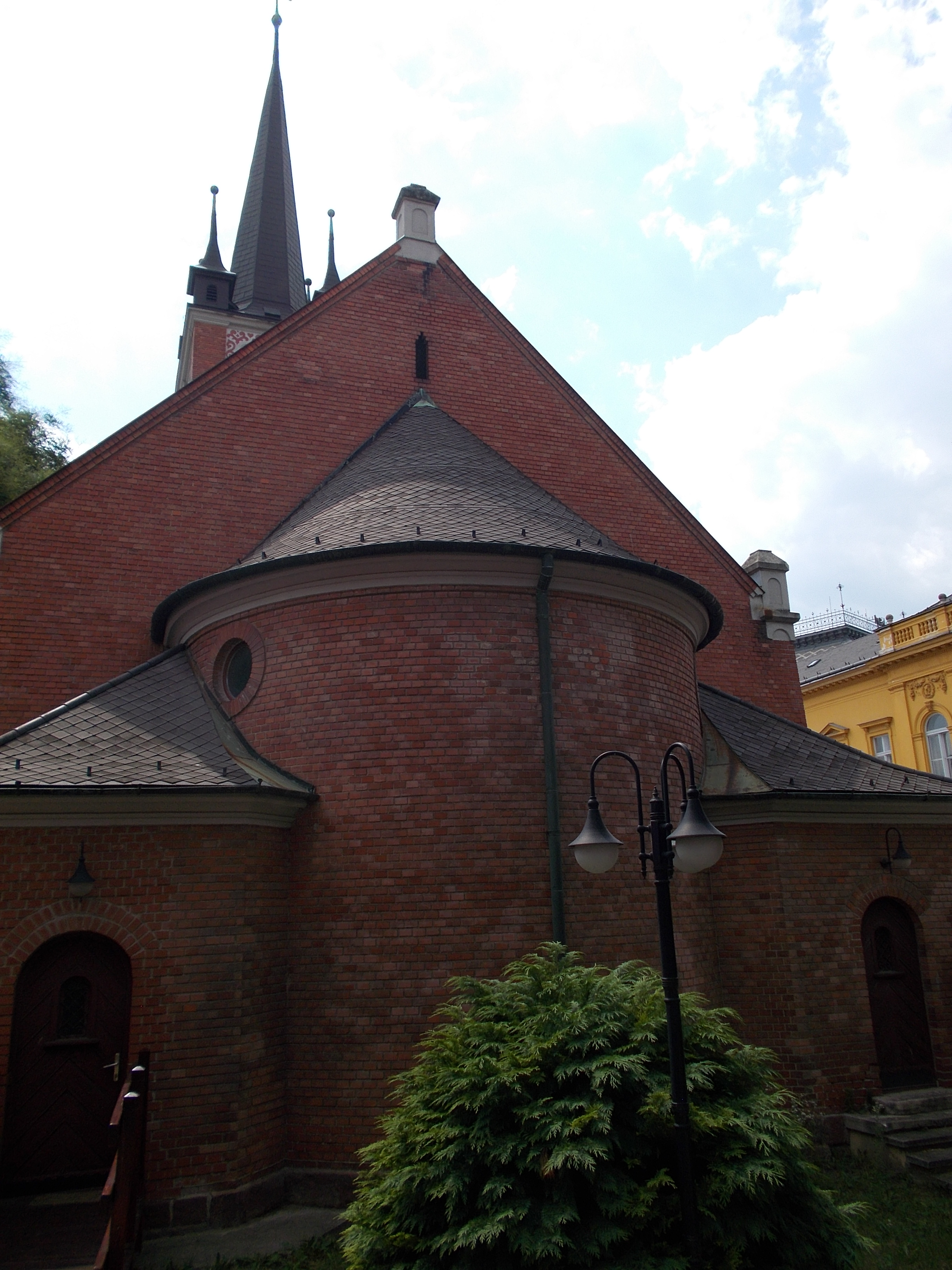
A templom neoromán apszisa

Két oldalát félnyeregtető, homlokoldalát timpanon zárja, oromzatában népiesen díszített felirattal. Az oszlopokkal képzett bélletes vörös terméskőből faragott főkapu, félköríves záródású, rusztikázott kváderekkel keretezett, zárókövéből induló kereszttel, a járószinttől három lépcső választja el. 
A torony minden oldalának középtengelyében keskeny, íves záródású ablakok húzódnak, amelyek osztottak, osztásaikon népi motívumok, kis könyöklőpárkányokkal tagoltak. 
A felső zónának mind a négy visszaléptetett, megkülönböztetett színű, festett népi motívumos, hármas ikerablakát a sarkok mentén falpillérszerű tagozatok fogják közre, ugyancsak megkülönböztetett ívsoros kis lábazati résszel, és körbefutó teljes párkányzattal. A tornyot fiatornyokkal közrefogott tűsisak zárja le.
A négytengelyes hajó, fiálés támpillérekkel tagolt, ablakai félköríves záródásúak, téglából rakott szalagkeretesek, alul rézsűs kő könyöklőpárkánnyal. A középtengelyben álló ablakok felső részét visszaugratott, vakolt felületű mezőit népi motívumok keretszerűen díszítik. A hajót két oldalról lezáró főpárkányzat fogrovatos.
A szentély és a sekrestye ablakai kör, illetve félkörívben záródnak. A sekrestye északkeleti oldalához nyílásokkal áttört kőkerítés kapcsolódik.
A templom körbefutó terméskő lábazatának szintje a sekrestye felől eltérő magasságú.

## Harangja
A templom tornyában egy harang található.
Luther Márton-harang: 1939-ben öntötték a reformátor Luther Márton emlékére. 312 kg tömegű, 84,3 cm az alsó átmérője, B1 alaphangú. Seltenhoffer Frigyes öntötte Sopronban. Felirata: "Elég néked az én kegyelmem II.kor. 12,9" alatta: "Öntötték Seltenhoffer Frigyes és fiai M.K. udvari szállító harangöntödéjében." A másik oldalon: "Isten dicsőségére készült 1939. évében Özv. M. F.-né."

## Galéria

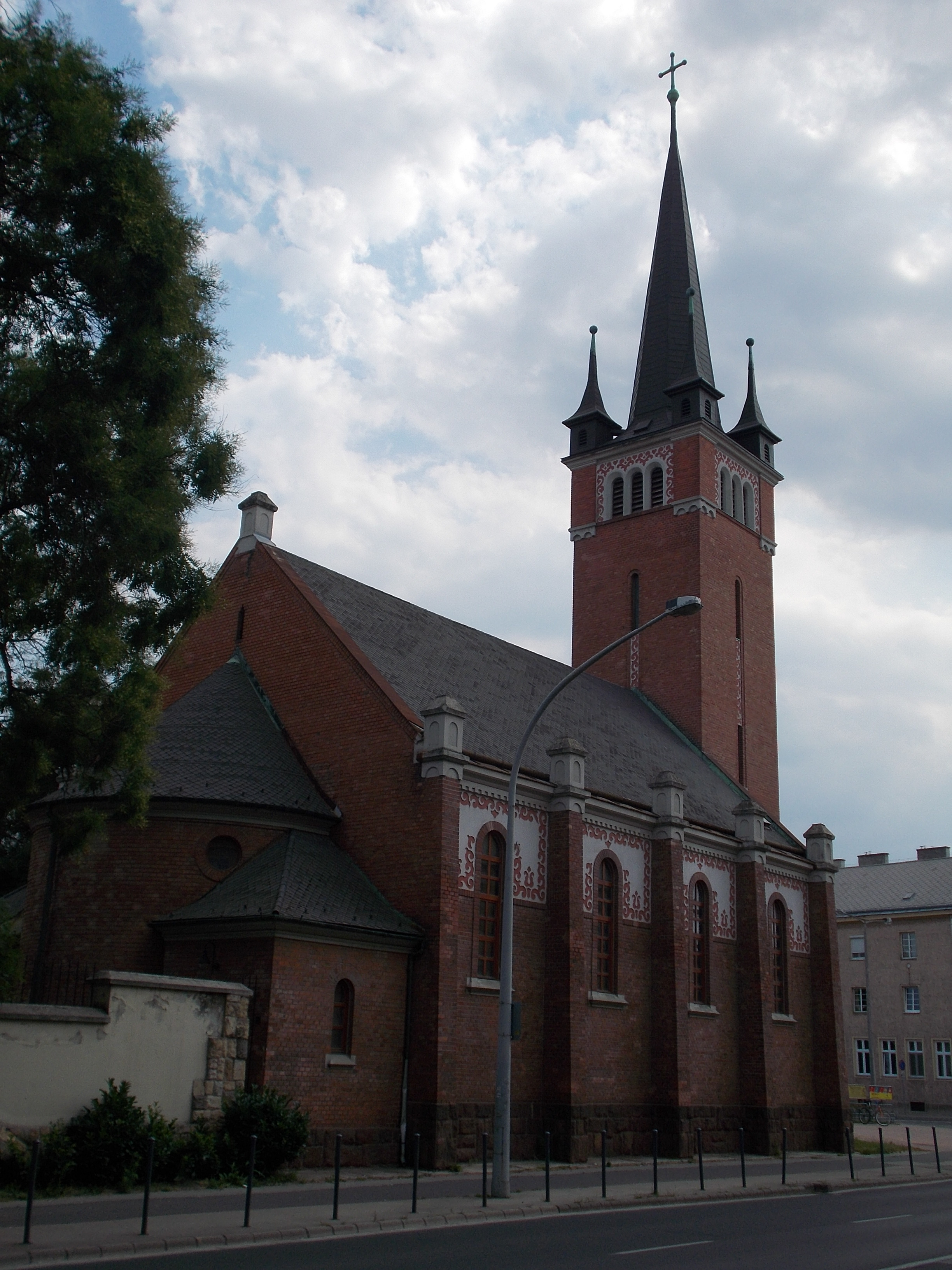
A templom a Szekfű Gyula utca felől
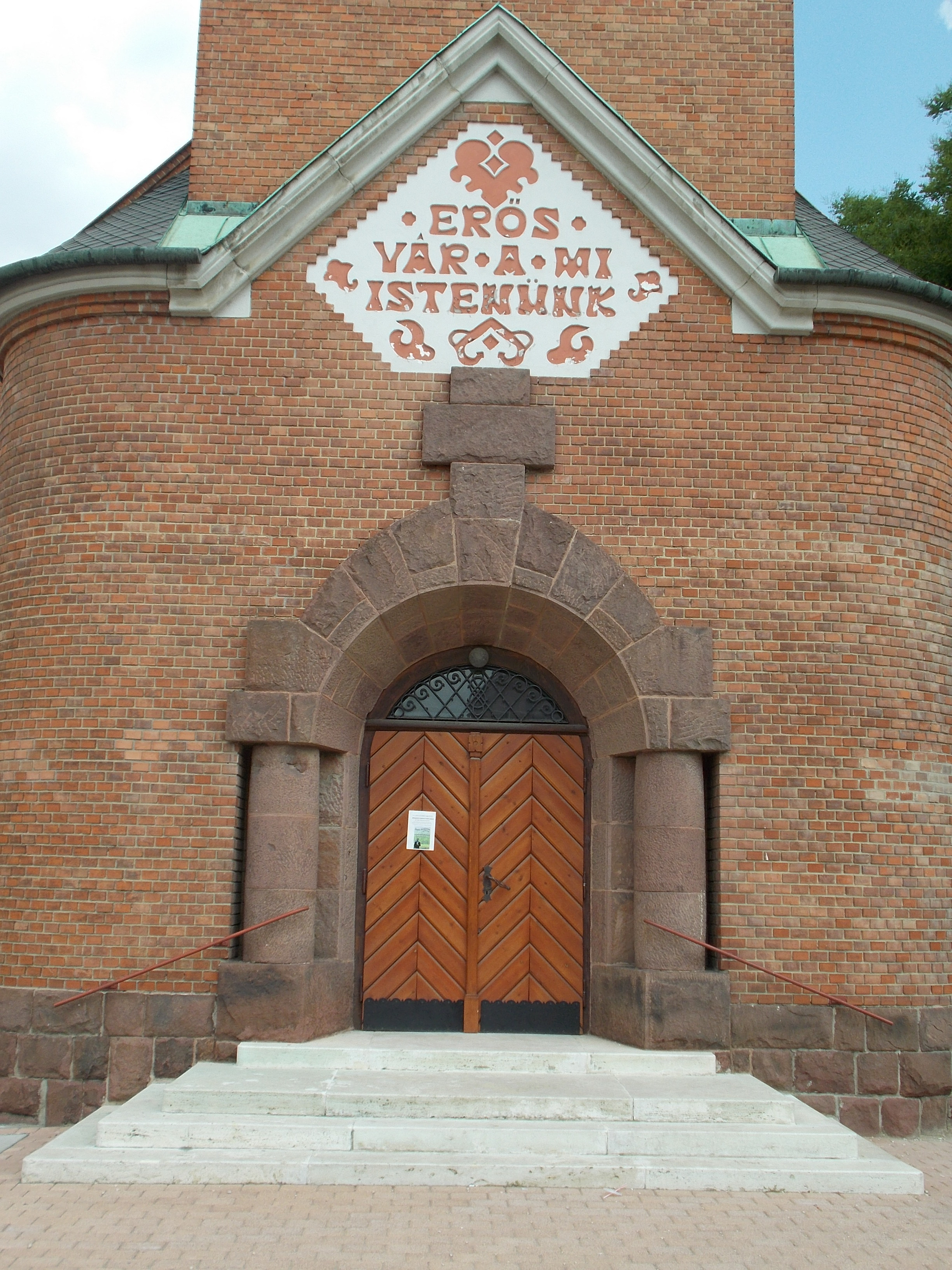
A főbejárat, amely a Várkörút felől nyílik
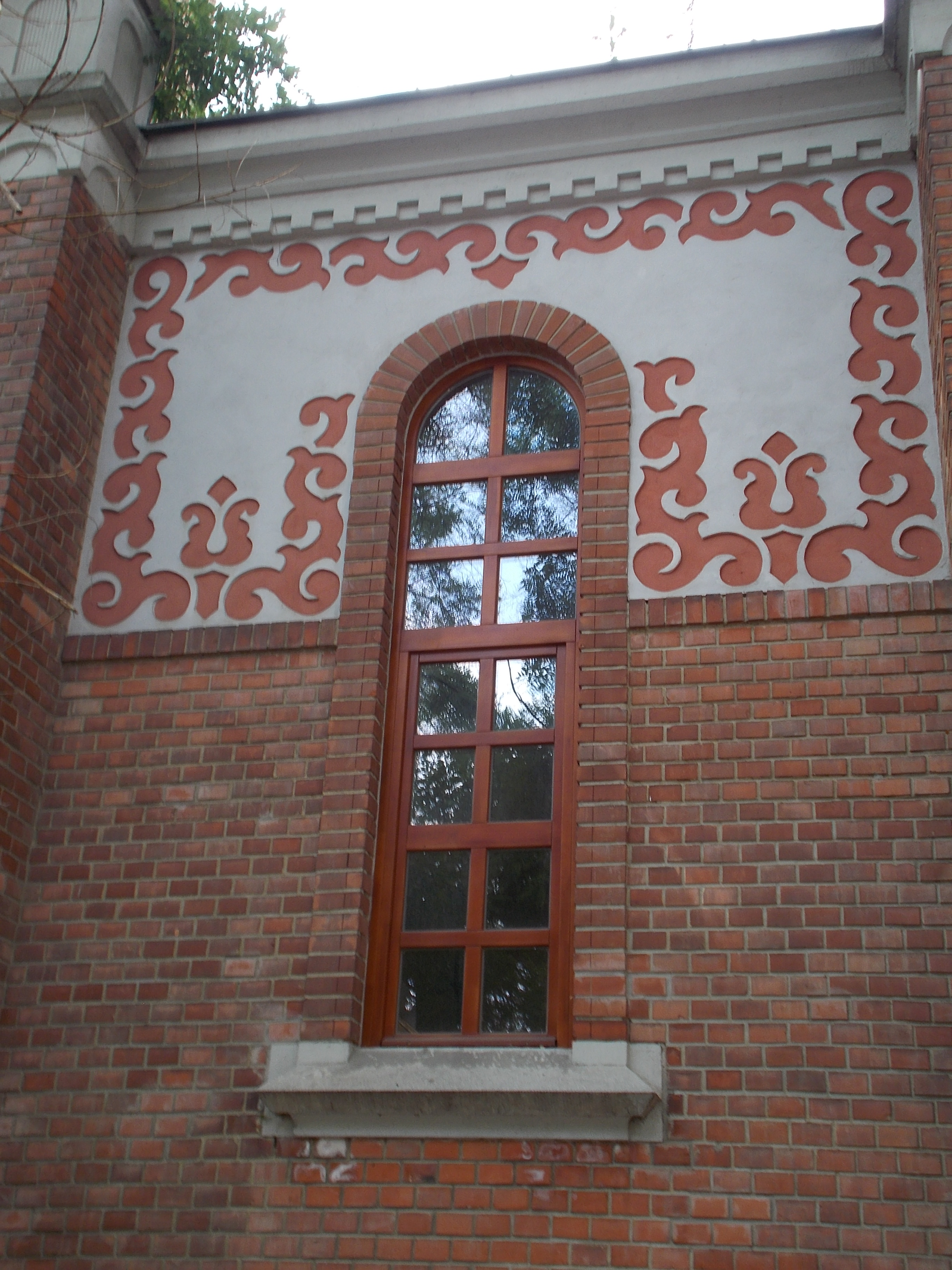
Népies motívumok
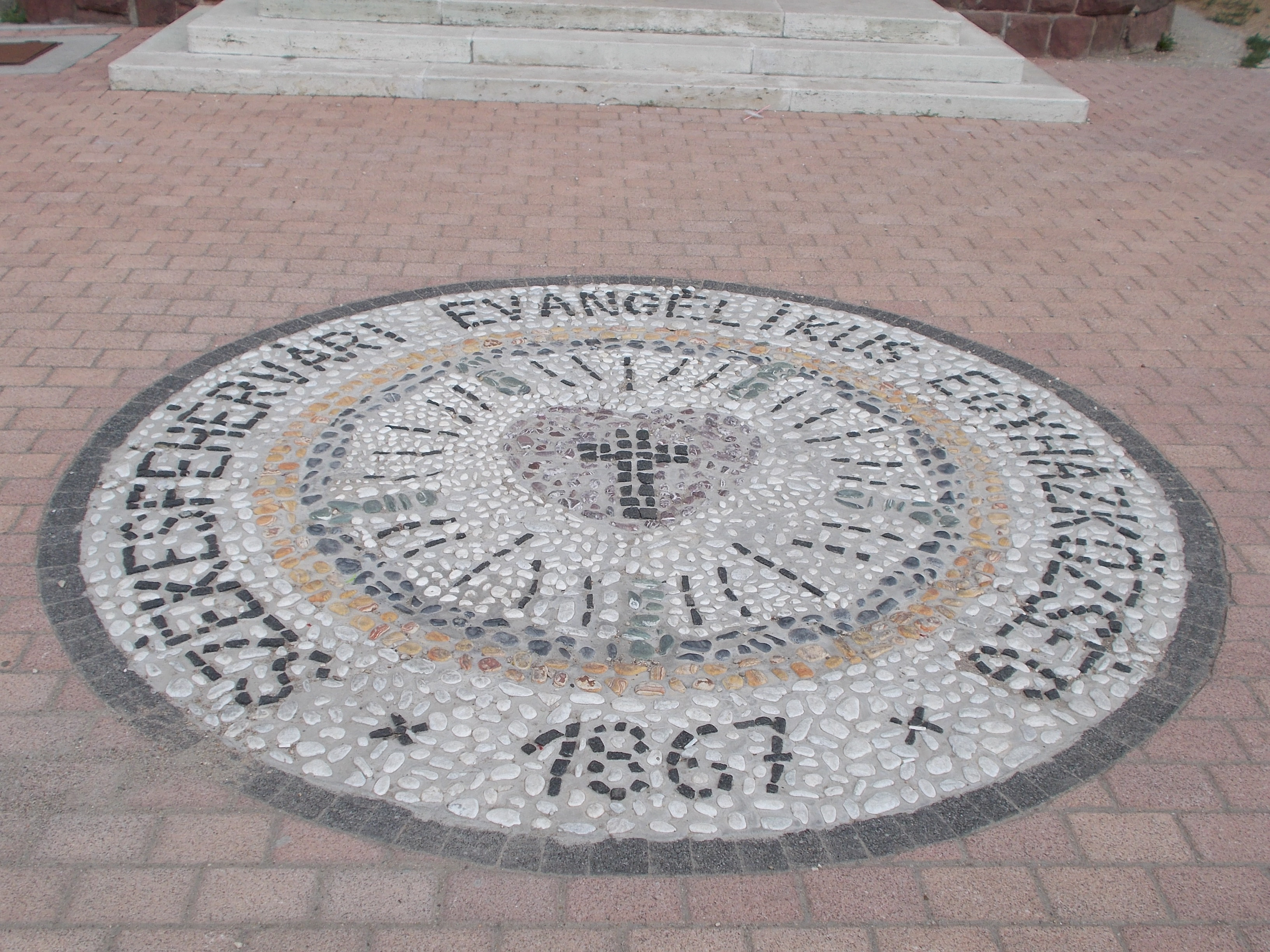
A Székesfehérvári evangélikus egyházközség emlékműve a templom előtt
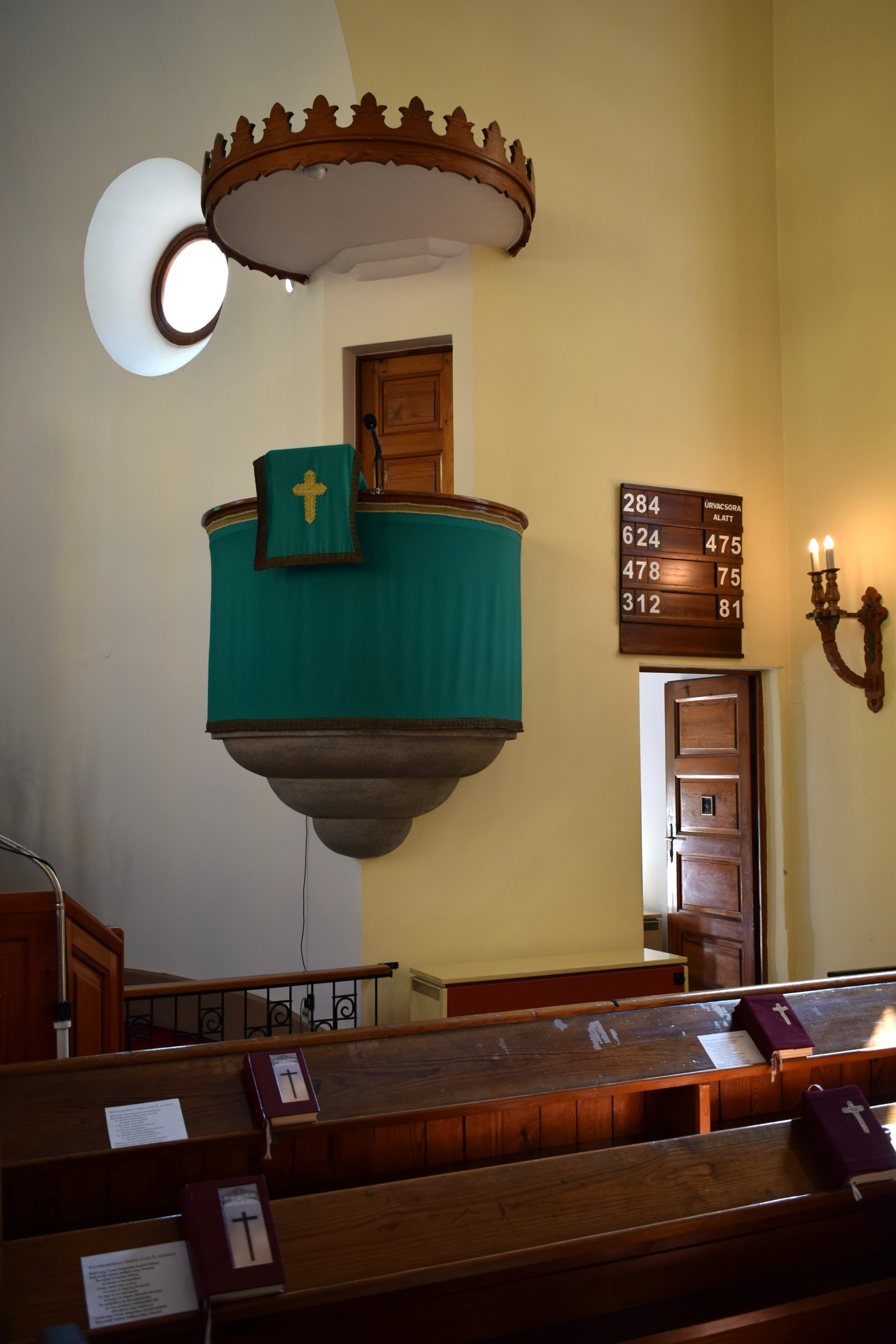
A templom szószéke